# Saint-Gildas-de-Rhuys
Saint-Gildas-de-Rhuys [sɛ̃ ʒilda də ʁɥis] est une commune française, située sur la presqu'île de Rhuys dans le département du Morbihan (56) sous la préfecture de Vannes en région Bretagne.
Ses habitants sont appelés les Gildasiens.

## Toponymie
Le nom breton de la commune est Lokentaz.
Le nom de Saint-Gildas-de-Rhuys provient de saint Gildas et du pagus Reuuisii un pagus, c'est-à-dire une subdivision administrative du Vannetais, correspondant à la presqu'île de Rhuys au haut Moyen Âge.

## Géographie

### Situation
Saint-Gildas-de-Rhuys fait partie du Parc naturel régional du golfe du Morbihan.
| Arzon            | Golfe du Morbihan     | Golfe du Morbihan |
|                  | Saint-Gildas-de-Rhuys | Sarzeau           |
| Baie de Quiberon | Baie de Quiberon      |                   |

Saint-Gildas-de-Rhuys est située dans la presqu'île de Rhuys. Ses côtes s'ouvrent sur une partie de l'Océan Atlantique dénommée Mor Braz, mais aussi sur le Golfe du Morbihan.
| - Carte topographique de la commune de Saint-Gildas-de-Rhuys. |

### Hydrographie
Pour un article plus général, voir Réseau hydrographique du Morbihan.
La commune est située dans le bassin Loire-Bretagne. Elle est drainée par divers petits cours d'eau,.

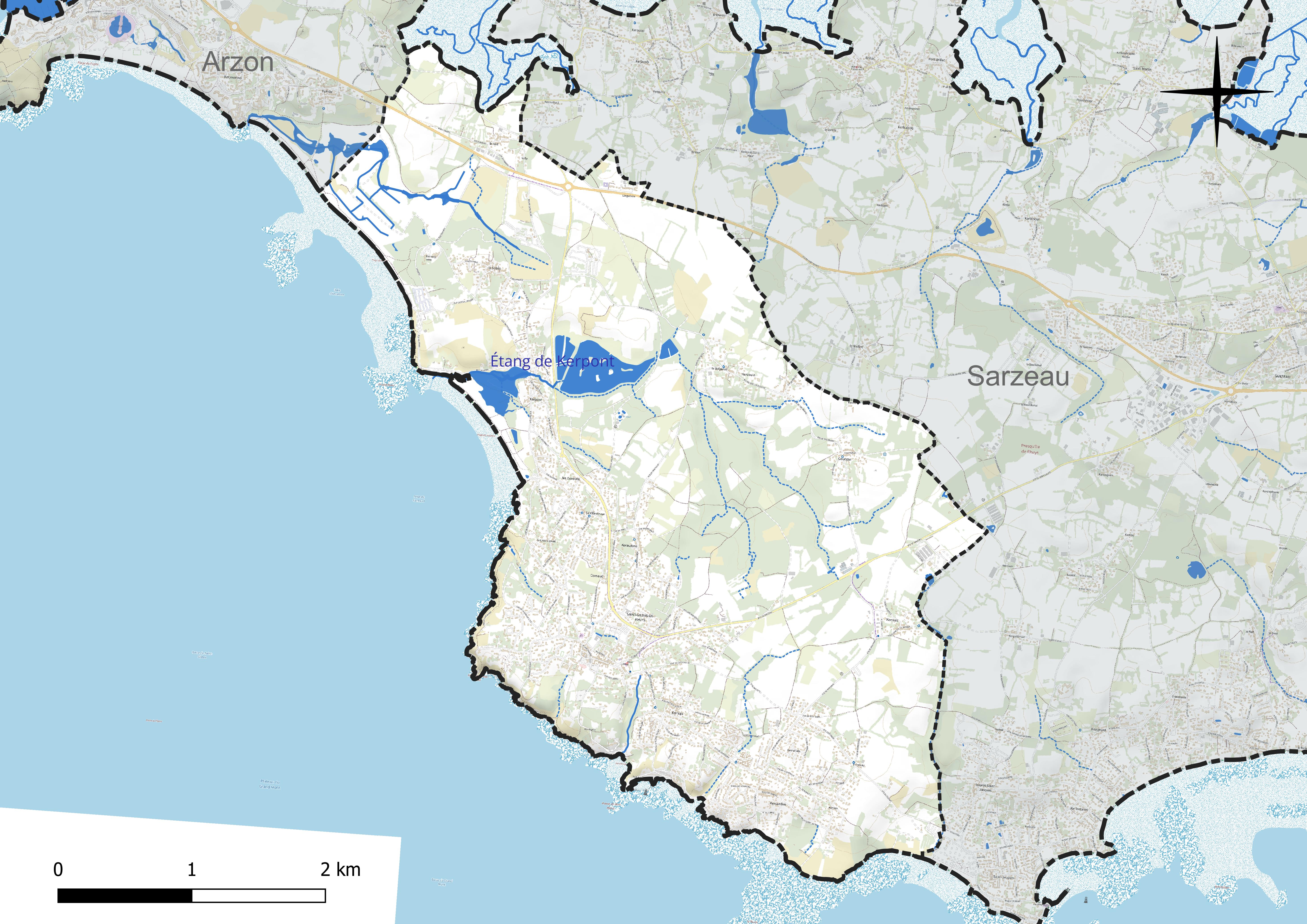
Réseau hydrographique de Saint-Gildas-de-Rhuys.

Un plan d'eau complète le réseau hydrographique : l'étang de Kerpont (18,59 ha),.

### Climat
Pour des articles plus généraux, voir Climat de la Bretagne et Climat du Morbihan.
En 2010, le climat de la commune est de type climat océanique franc, selon une étude du CNRS s'appuyant sur une série de données couvrant la période 1971-2000. En 2020, Météo-France publie une typologie des climats de la France métropolitaine dans laquelle la commune est exposée à un climat océanique et est dans la région climatique  Bretagne orientale et méridionale, Pays nantais, Vendée, caractérisée par une faible pluviométrie en été et une bonne insolation. Parallèlement l'observatoire de l'environnement en Bretagne publie en 2020 un zonage climatique de la région Bretagne, s'appuyant sur des données de Météo-France de 2009. La commune est, selon ce zonage, dans la zone « Littoral doux », exposée à un climat venté avec des étés cléments.  
Pour la période 1971-2000, la température annuelle moyenne est de 12,1 °C, avec une amplitude thermique annuelle de 11,6 °C. Le cumul annuel moyen de précipitations est de 852 mm, avec 13 jours de précipitations en janvier et 6,3 jours en juillet. Pour la période 1991-2020, la température moyenne annuelle observée sur la station météorologique la plus proche, située sur la commune de Sarzeau à 6 km à vol d'oiseau, est de 12,7 °C et le cumul annuel moyen de précipitations est de 741,1 mm,. Pour l'avenir, les paramètres climatiques de la commune estimés pour 2050 selon différents scénarios d'émission de gaz à effet de serre sont consultables sur un site dédié publié par Météo-France en novembre 2022.

### Habitat
Saint-Gildas-de-Rhuys est en 2020, selon l'INSEE, après Arzon, la deuxième commune de Bretagne pour sa proportion de résidences secondaires.
En 2019 on recensait 3 685 logements à Saint-Gildas-de-Rhuys. 812 logements étaient des résidences principales (20,0 %), 2 839 logements des résidences secondaires (77,0 %) et 34 des logements vacants (0,9 %). Sur ces 3 685 logements 3 275 logements étaient des maisons (88,9 %) contre 247 logements des appartements (6,7 %). Le tableau ci-dessous présente la répartition en catégories et types de logements à Saint-Gildas-de-Rhuys en 2019 en comparaison avec celles du Morbihan et de la France entière.
|                                                         | Saint-Gildas-de-Rhuys | Morbihan | France entière |
| ------------------------------------------------------- | --------------------- | -------- | -------------- |
| Résidences principales (en %)                           | 22,0                  | 74,9     | 82,1           |
| Résidences secondaires et logements occasionnels (en %) | 77,0                  | 17,9     | 9,8            |
| Logements vacants (en %)                                | 0,9                   | 16,2     | 8,1            |

## Urbanisme

### Typologie
Au 1er janvier 2024, Saint-Gildas-de-Rhuys est catégorisée commune rurale à habitat dispersé, selon la nouvelle grille communale de densité à sept niveaux définie par l'Insee en 2022.
Elle est située hors unité urbaine et hors attraction des villes,.
La commune, bordée par l'océan Atlantique, est également une commune littorale au sens de la loi du 3 janvier 1986, dite loi littoral. Des dispositions spécifiques d’urbanisme s’y appliquent dès lors afin de préserver les espaces naturels, les sites, les paysages et l’équilibre écologique du littoral, tel le principe d'inconstructibilité, en dehors des espaces urbanisés, sur la bande littorale des 100 mètres, ou plus si le plan local d’urbanisme le prévoit.

### Occupation des sols
L'occupation des sols de la commune, telle qu'elle ressort de la base de données européenne d’occupation biophysique des sols Corine Land Cover (CLC), est marquée par l'importance des territoires agricoles (54,3 % en 2018), en diminution par rapport à 1990 (57,7 %). La répartition détaillée en 2018 est la suivante : 
zones urbanisées (29,4 %), prairies (28,2 %), zones agricoles hétérogènes (18,8 %), terres arables (7,4 %), forêts (5,1 %), espaces verts artificialisés, non agricoles (4,5 %), milieux à végétation arbustive et/ou herbacée (4,3 %), eaux continentales (1,9 %), zones humides côtières (0,5 %).

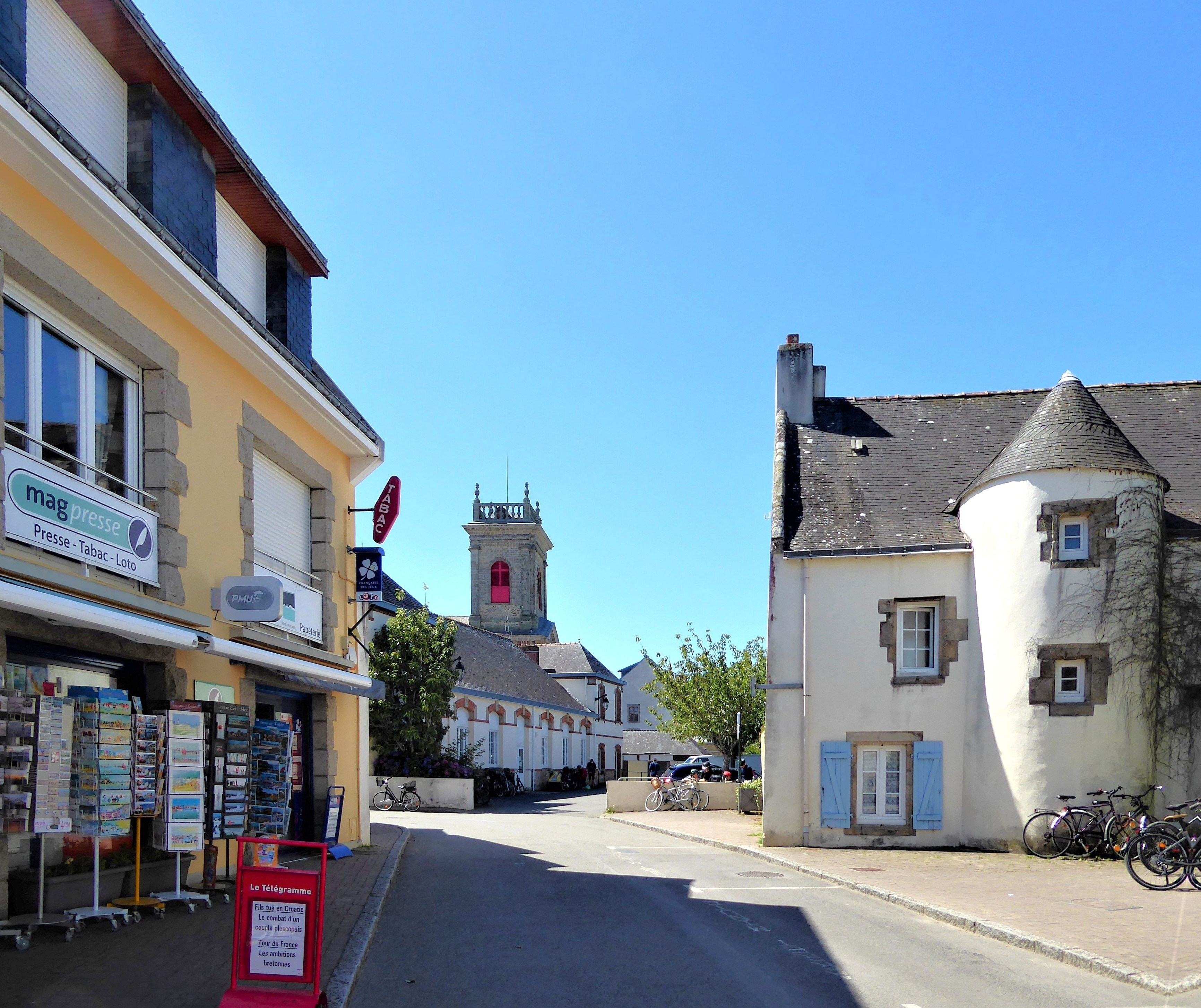
Centre-ville avec Abbaye de Saint-Gildas de Rhuys en arrière plan.

L'IGN met par ailleurs à disposition un outil en ligne permettant de comparer l’évolution dans le temps de l’occupation des sols de la commune (ou de territoires à des échelles différentes). Plusieurs époques sont accessibles sous forme de cartes ou photos aériennes : la carte de Cassini (XVIIIe siècle), la carte d'état-major (1820-1866) et la période actuelle (1950 à aujourd'hui).

## Histoire

### Préhistoire
A Saint-Gildas de Rhuys, les premières occupations humaines apparaissent dès le néolithique. En France, cette période s'étale de 6000 à 2200 avant notre ère. De nombreux monuments mégalithiques sont construits.

### Moyen-Âge

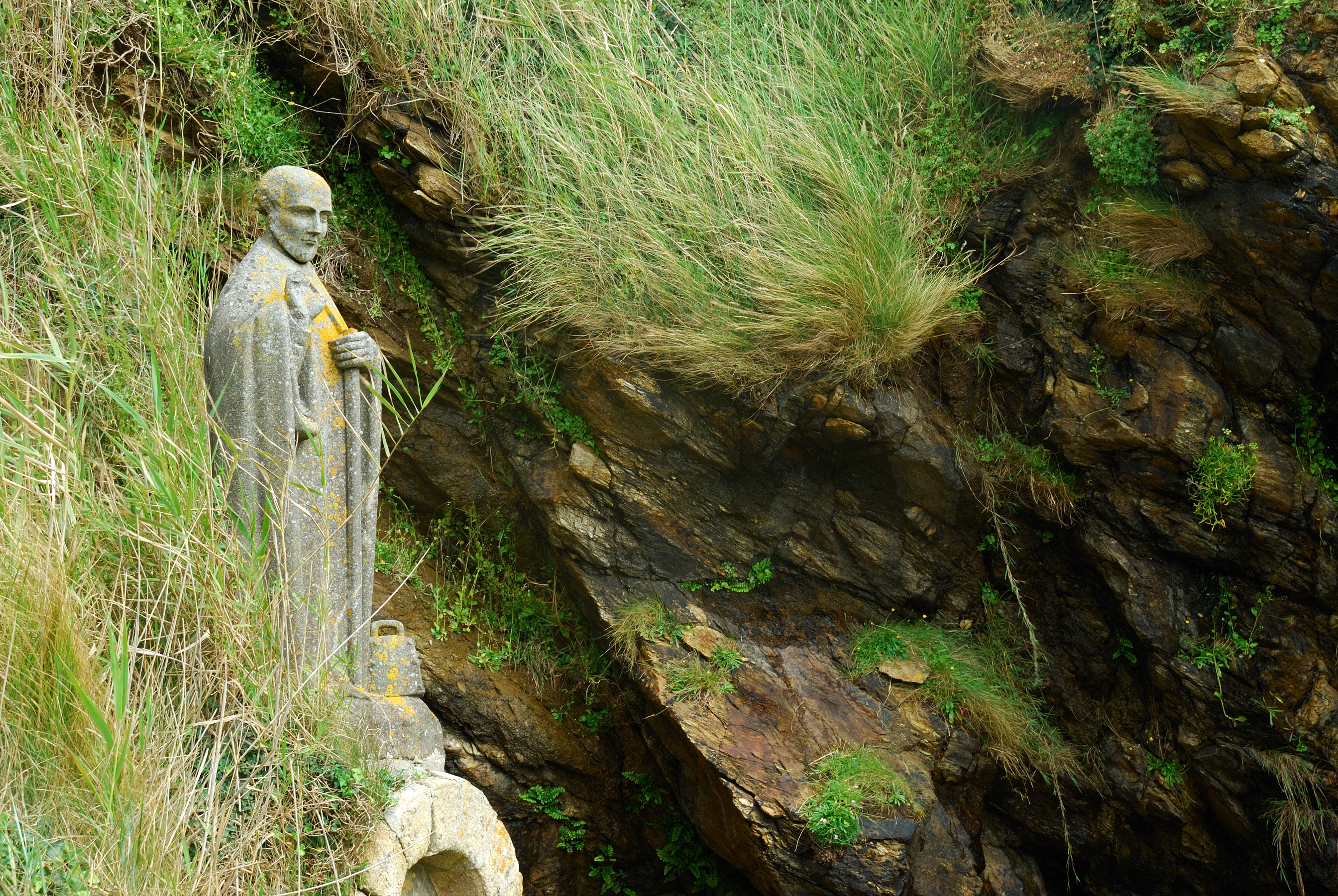
Statue de Gildas à côté du Grand-Mont

C'est au début du VIe siècle, qu'un moine nommé Gweltas (Gildas) fuit la Grande-Bretagne et fonde l'abbaye celtique en presqu'île. Tout commence à prendre vie : les forêts impénétrables sont entamées, les salines creusées, les premiers moulins à marée commencent à moudre le grain des moissons. Ni Sarzeau, ni Arzon, ni Suscinio, ni le port du Crouesty n'existent encore, mais l'abbaye Saint-Gildas de Rhuys porte son rayonnement bien au-delà des frontières de la presqu'île.

### Époque moderne
Vers 1736, la côte bretonne est triangulée par les équipes des Cassini. Le sommet de la tour de l'abbatiale devient un point géodésique important pour l'établissement de la nouvelle Carte de Cassini. La feuille 159 de Belle-Île, où se trouve Saint-Gildas-de-Rhuys, sera levée dans le détail en 1787 et publiée après la Révolution.

### Révolution française
Sous la Révolution française, la commune, alors nommée simplement Saint-Gildas, porta provisoirement le nom d'Abélard. C'est en 1961 que la commune singularisa son nom en y ajoutant de-Rhuys.

### LeXXesiècle
De 1910 à 1947, la commune (gare de Saint-Gildas) est desservie par le trafic ferroviaire de la ligne de Surzur à Port-Navalo des chemins de fer du Morbihan.

## Politique et administration

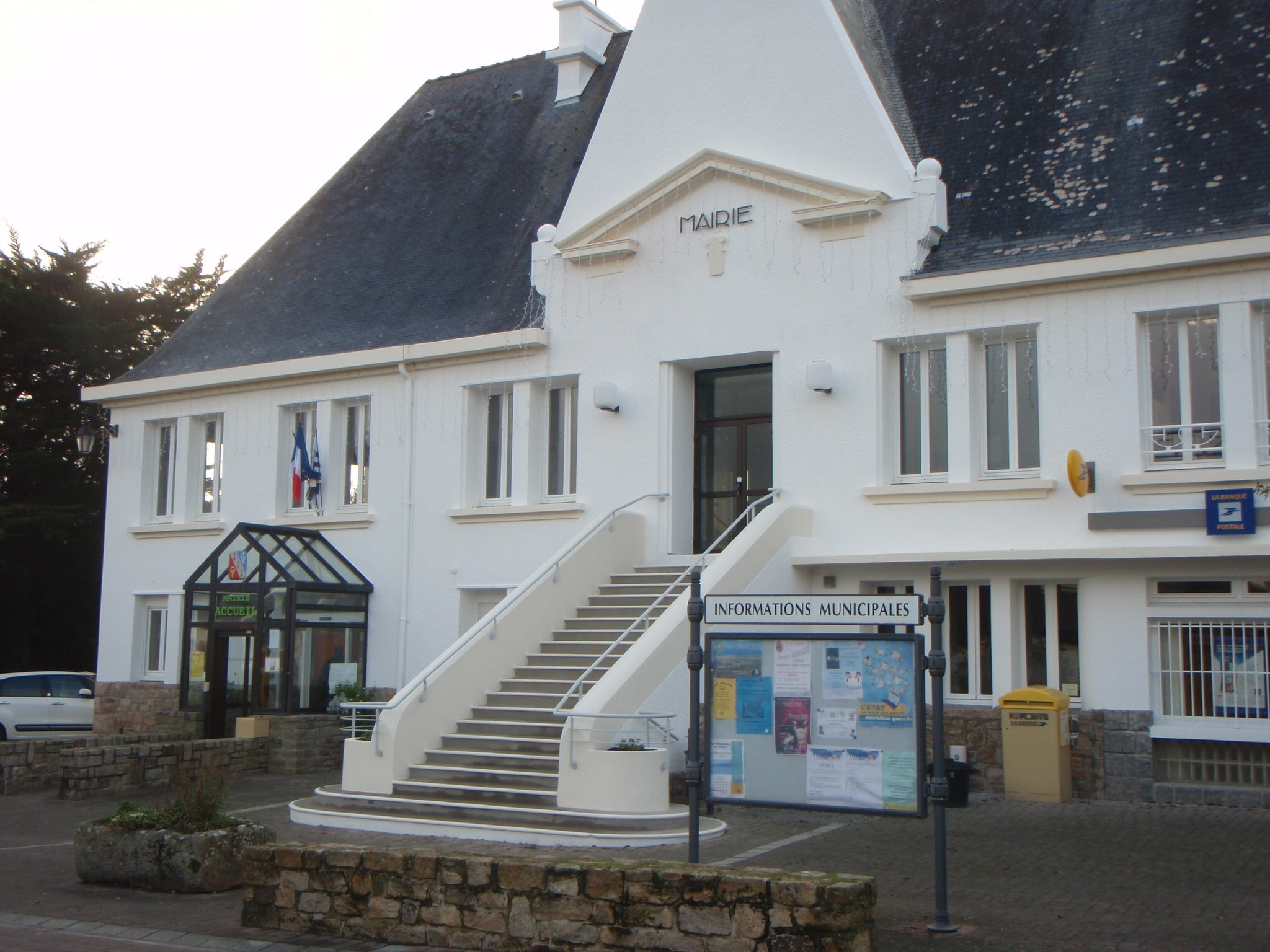
Mairie de la ville.

| Période                                  | Période  | Identité         | Étiquette | Qualité                               |
| ---------------------------------------- | -------- | ---------------- | --------- | ------------------------------------- |
| 1995                                     | 2008     | André Mocquard   | DVD       | Capitaine Marine marchande - Assureur |
| 2008                                     | 2014     | Dominique Vanard | UDI       | Professeur                            |
| 2014 Réélu en 2020                       | En cours | Alain Layec      | DVG       |                                       |
| Les données manquantes sont à compléter. |          |                  |           |                                       |

## Démographie
L'évolution du nombre d'habitants est connue à travers les recensements de la population effectués dans la commune depuis 1793. Pour les communes de moins de 10 000 habitants, une enquête de recensement portant sur toute la population est réalisée tous les cinq ans, les populations de référence des années intermédiaires étant quant à elles estimées par interpolation ou extrapolation. Pour la commune, le premier recensement exhaustif entrant dans le cadre du nouveau dispositif a été réalisé en 2008.

En 2022, la commune comptait 1 784 habitants, en évolution de +9,18 % par rapport à 2016 (Morbihan : +3,82 %, France hors Mayotte : +2,11 %).
| 1793  | 1800  | 1806  | 1821  | 1831  | 1836  | 1841  | 1846  | 1851  |
| ----- | ----- | ----- | ----- | ----- | ----- | ----- | ----- | ----- |
| 1 023 | 1 009 | 1 121 | 1 038 | 1 182 | 1 262 | 1 265 | 1 222 | 1 281 |

| 1856  | 1861  | 1866  | 1872  | 1876  | 1881  | 1886  | 1891  | 1896  |
| ----- | ----- | ----- | ----- | ----- | ----- | ----- | ----- | ----- |
| 1 232 | 1 220 | 1 357 | 1 395 | 1 182 | 1 327 | 1 290 | 1 287 | 1 284 |

| 1901  | 1906  | 1911  | 1921  | 1926  | 1931  | 1936  | 1946  | 1954  |
| ----- | ----- | ----- | ----- | ----- | ----- | ----- | ----- | ----- |
| 1 263 | 1 278 | 1 252 | 1 180 | 1 245 | 1 230 | 1 181 | 1 177 | 1 003 |

| 1962 | 1968 | 1975 | 1982  | 1990  | 1999  | 2006  | 2008  | 2013  |
| ---- | ---- | ---- | ----- | ----- | ----- | ----- | ----- | ----- |
| 971  | 911  | 980  | 1 035 | 1 141 | 1 436 | 1 601 | 1 649 | 1 685 |

| 2018  | 2022  | - | - | - | - | - | - | - |
| ----- | ----- | - | - | - | - | - | - | - |
| 1 517 | 1 784 | - | - | - | - | - | - | - |

En 2018, selon l'Insee, 73,0 % des logements étaient des résidences secondaires à Saint-Gildas-de-Rhuys.
La commune est en 2017, après Larmor-Baden et Arzon, la commune de Bretagne où les retraités ont le niveau de vie le plus élevé (revenu imposable de 33 515 euros par ménage).

## Culture et patrimoine

### Lieux et monuments
- Abbaye de Saint-Gildas de Rhuys ;

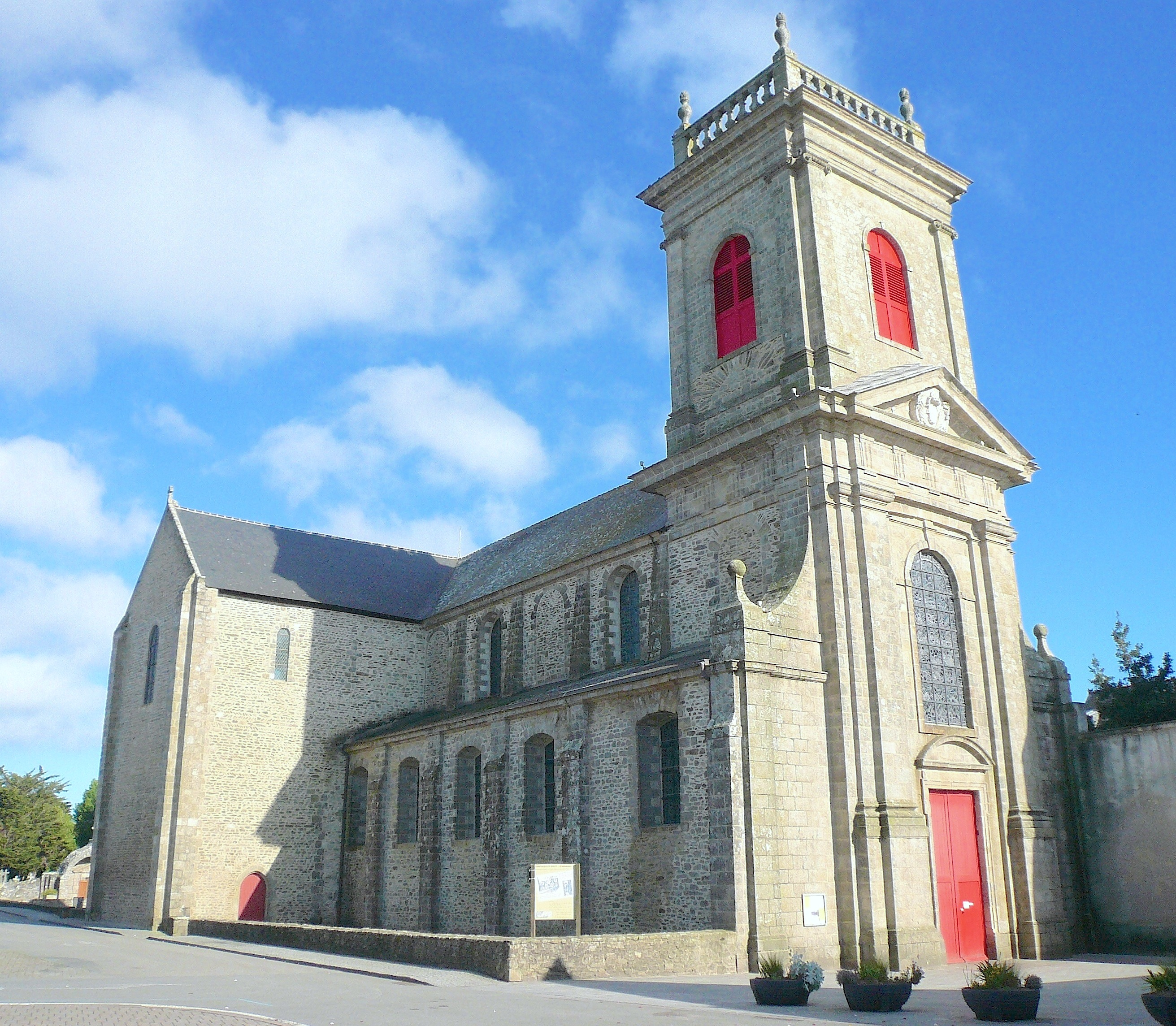
Abbaye Saint-Gildas de Rhuys.

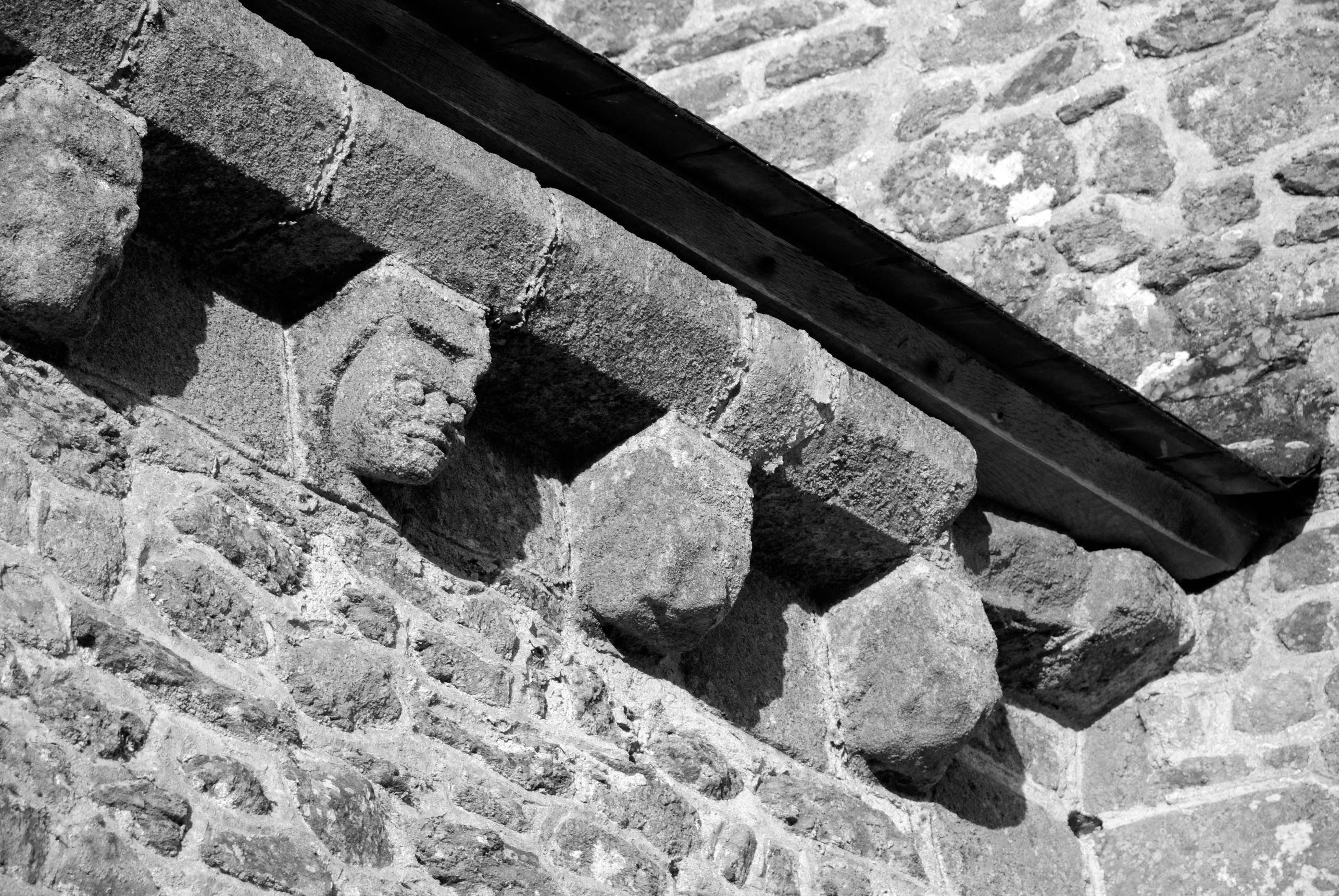
Les modillons de l'église abbatiale.

- Manoir du Kervert date des XIXe et XXe siècles, il est inscrit à l'inventaire général du patrimoine culturel[37].

### Petit patrimoine
Il existe un certain nombre de mégalithes, menhirs et dolmens, non répertoriés ici, repérables sur la carte IGN du lieu.
On trouve plus d'une quarantaine de fontaines, plus ou moins bien cachées, sur le territoire. Certaines sont datées (la plus ancienne semble être celle dite « de l'abbaye », vers la mer), tandis que d'autres sont fausses et uniquement décoratives.
D'anciens cadrans solaires en ardoise ornent les façades de quelques maisons. D'autres, modernes et décoratifs se découvrent aussi au gré des promenades. Plusieurs croix ou calvaires bordent également les chemins du village.

### Le port

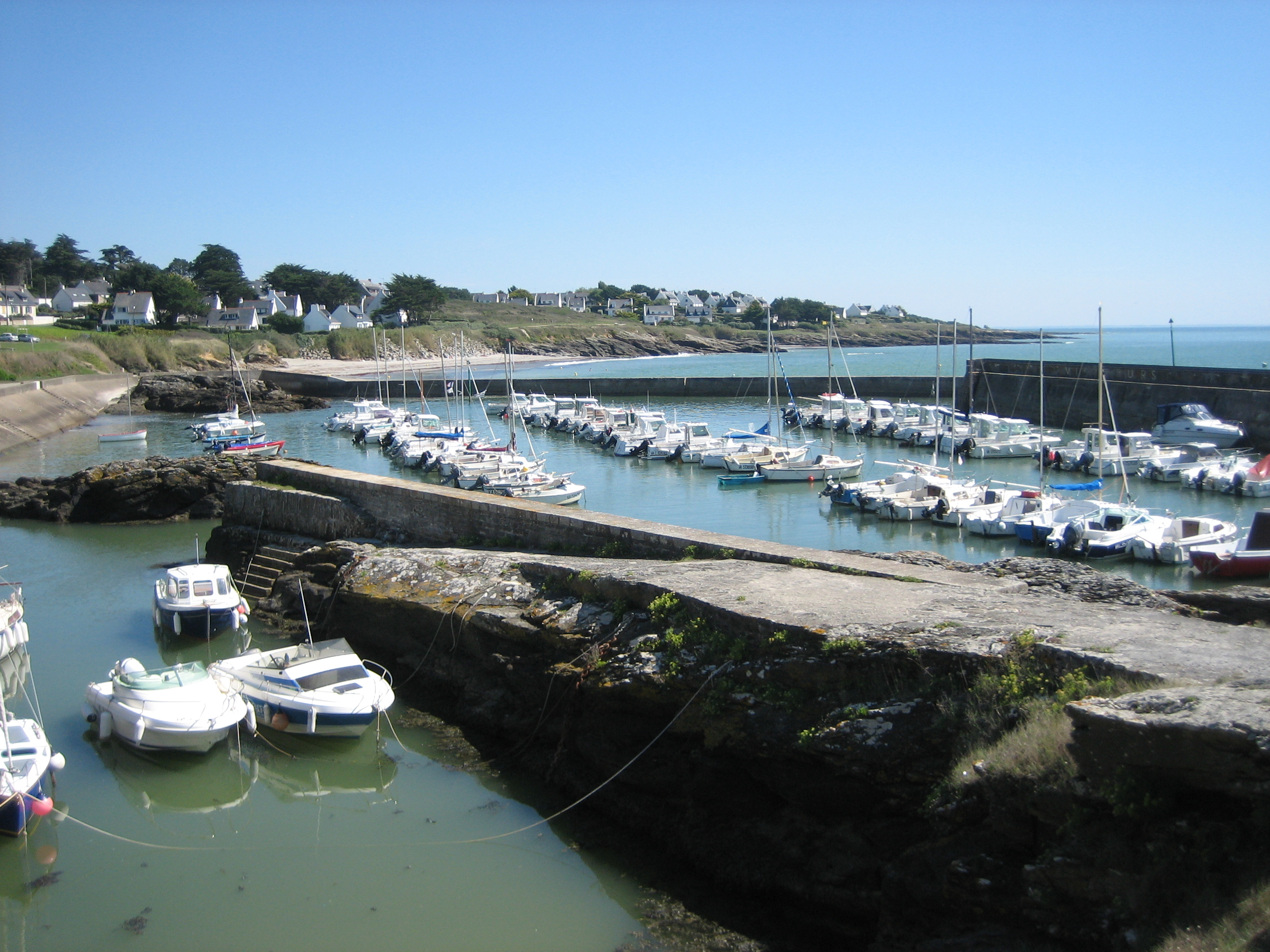
Photo du Port Aux Moines.

La ville de Saint-Gildas possède un port entre les plages de « Kerfago » et de « Port Maria » appelé Port Aux Moines. Jadis abri naturel dans une faille de rochers utilisé par les moines de l'abbaye, Port aux Moines existe toujours au sein du port actuel. Celui-ci a été inauguré le 15 août 1965, en présence de MM. Pierre Messmer et Raymond Marcellin. Sa capacité est de 117 bateaux. Les emplacements sont loués au mois ou à l'année. La majorité de ses utilisateurs sont des pêcheurs plaisanciers. Les délais d'attente sont variables en fonction des places libérées, de la longueur et du type de bateau. Le nombre de voiliers tend à diminuer chaque année au profit des bateaux à moteur. Le port est aussi équipé d'une capitainerie.
Le port possède d'ailleurs une Webcam visionnable 24h/24 sur internet, le lien est à retrouver en bas de la page.

### Tradition
- Les paysans de Saint-Gildas-de-Rhuys, pour obtenir la fertilité de leur terre, enduisaient de beurre le mégalithe de Krugel en Amonenn (« la Butte du Beurre »)[38].

### Héraldique
|  | D'azur à la bande d'argent chargée de trois mouchetures d'hermine de sable posées à plomb, accompagnée en chef d'une fleur de lys de mer (var: florencée) aussi d'argent et en pointe d'une tête de crosse abbatiale d'or. |

## Personnalités liées à la commune
- Pierre Abélard, abbé de Saint-Gildas.
- Henri-Emmanuel de Roquette, abbé de Saint-Gildas-de-Rhuys en 1681, membre de l'Académie française de 1720 à sa mort (4 mars 1725) au fauteuil 38.
- Pierre Duhem, physicien, épistémologue et philosophe, y passait ses vacances durant sa jeunesse[réf. nécessaire].
- Ferdinand Le Drogo (1903-1976), coureur cycliste, est mort à Saint-Gildas-de-Rhuys.
- Pierre Messmer (1916-2007), ancien Premier ministre est inhumé au cimetière de Saint-Gildas ; il possédait une propriété dans la commune[39], dans la rue « Pierre-Messmer ».
- Simone Signoret accompagnée d'Yves Montand ont acheté un bout de lande, vers le port aux moines ; la fille de Simone, Catherine Allégret en est devenue propriétaire.
- Yvon Mauffret (1927-2011), écrivain pour la jeunesse, scénariste et journaliste, a résidé à Saint-Gildas, dont la médiathèque porte aujourd'hui le nom d'Yvon-Mauffret.